# Michele Troisi
Michele Troisi (Tufo, 27 febbraio 1906 – Bari, 26 ottobre 1961) è stato un politico italiano.

## Biografia
Dopo aver conseguito una laurea in Scienze economiche e commerciali ed una seconda in Giurisprudenza ha intrapreso la carriera accademica.
Ha svolto attività politica nelle file della Democrazia Cristiana, per la quale è stato deputato ininterrottamente dal 1948 al 1963.
Nel 1960 fu nominato Sottosegretario di Stato alle Finanze per il Governo Tambroni e venne confermato anche nel successivo Governo Fanfani III. Dopo la sua morte, avvenuta nel 1961, venne sostituito alla Camera dei deputati da Maria Miccolis.